# Løvencrone
Løvencrone var en kortlivet dansk adelsslægt tilhørende sværd- og lavadelen. Den var en gren af slægten Beenfeldt.

## Våben
En oprejst guld løve, holdende i forpoterne en krone i blåt; på en guld hjelm to oprejste guld løver løftende en krone.
Desuden er der udfærdiget et originalt adelspatent dateret 7. juli 1676, men uden underskrift og segl, under navnet Löwenhierte, og med et våben, som afviger fra ovennævnte.

## Historie
Kommandant Poul Beenfeldts (1610-1676) søn Claus Beenfeldt (ca. 1643-1676), blev 1674 adlet med navnet Løvencrone. 5. januar 1675 fik han bevilling på at ægte Helvig Sivertsdatter Brockenhuus (1. juli 1647 - 1728). Han efterlod kun en datter, Helvig Ingeborg Beenfeldt von Løvencrone, som døde 1705.